# علی‌احمد عثمانی
علی احمد عثمانی (زاده: ۱۳۵۱ خورشیدی - ولایت هرات) سیاستمدار افغانستانی و وزیر کنونی وزارت انرژی و آب افغانستان در دولت وحدت ملی به ریاست جمهوری محمد اشرف غنی است. وی در سال ۲۰۱۵ توانست رای اعتماد پارلمان را کسب کند.

## زندگی‌نامه
علی احمد عثمانی زاده ۱۳۵۱ از ولایت هرات است. وی تحصیلات مدرسه خود را در ایران به پایان رساند. وی در سال ۲۰۰۰ وارد توانست از دانشگاه هرات در رشته مهندسی مدرک لیسانس و در سال ۲۰۰۷ از دانشگاه فردوسی مشهد در رشته مهندسی سازه‌های هیدرولیکی مدرک ماستری/ فوق لیسانس خود را کسب کند. 

### دیگر فعالیت‌ها
- شهردار هرات.[۱]
- استاد در دانشگاه هرات و یک دانشگاه خصوصی در کابل.[۱]
- هماهنگ کننده کمک‌های اتحادیه اروپا و سازمان جهانی غذا درحوزه غرب افغانستان .[۱]
- مشاور علمی در وزارت تحصیلات عالی افغانستان.[۱]